# Yessongs (film)
Yessongs (Yessongs On Film sulla locandina) è un film concerto del gruppo di rock progressivo britannico Yes uscito nel 1975.

## Il film
Il concerto fu registrato la sera del 15 dicembre 1972 in una delle ultime date del tour europeo seguito alla pubblicazione dell'album Close to the Edge uscito nella primavera di quell'anno.
Il film fu mostrato in anteprima alla stampa inglese nel 1973 in occasione dell'uscita del triplo album omonimo, ma uscì nelle sale solo nel 1975. Una versione ridotta di Yessongs fu comunque trasmessa dalla BBC nella primavera del 1973.
La prima assoluta fu il 17 marzo 1975 all'Uptown Theater di Milwaukee, negli Stati Uniti e fu distribuito limitatamente nel Regno Unito nell'ottobre dello stesso anno.
La particolarità del film, che lo rende unico nel suo genere, è che fu realizzato con un rivoluzionario audio quadrifonico, cosa ampiamente pubblicizzata nella locandina. Gli Yes utilizzavano già sistemi quadrifonici nei loro spettacoli e fu inevitabile la volontà di rendere l'effetto anche nel film. La scarsa disponibilità di sale adeguatamente attrezzate non permise al pubblico di apprezzare l'innovazione che rimase per molti una semplice curiosità.
Il brani del film rispecchiano in sostanza la scaletta dei concerti del tour mondiale del 1972. Rispetto alla scaletta del concerto, nel film furono omesse Siberian Khatru, Heart Of The Sunrise, Mood For A Day e le prime due parti di Starship Trooper (Life Seeker e Disillusion).
Gli unici brani del disco Yessongs del 1973 registrati al Rainbow di Londra, quindi nella stessa versione del film, sono Close To the Edge e Würm (la parte finale di Starship Trooper utilizzata nei titoli di coda). Tutte le altre tracce del triplo disco dal vivo furono registrate durante il tour estivo negli Stati Uniti (in alcuni casi con Bill Bruford alla batteria, assente nel film poiché aveva lasciato la band mesi prima). The Clap, presente nel film, non fu inserita nel disco.
Nonostante il titolo e nonostante la locandina del film, con il celebre disegno di Roger Dean, sia pressoché identica alla copertina dell'album, il disco non è da considerarsi la colonna sonora del film, ma solo un disco live registrato durante la stessa tournée.
Il film inizia con una suggestiva combinazione di immagini al rallentatore tratte dal concerto con una animazione di immagini di Dean, le celebri "isole volanti", tratte dalla copertina di Fragile e dalle pagine interne dell'album triplo, sulle note di I Get Up, I Get Down, uno dei movimenti di Close to the Edge.
Il primo brano, I've Seen All Good People, dimostra immediatamente come l'ingresso di Rick Wakeman avesse impreziosito il suono della band inglese. Il mellotron di Wakeman aggiunse alla canzone una profondità che la versione originale in studio (in The Yes Album del 1971) non aveva. Nella parte iniziale (Your Move), Steve Howe suonò una guitarra portuguésa a 12 corde che aveva ricevuto in regalo dalla sorella. Il finale boogie è uno dei momenti più trascinanti del concerto, anche in questo caso con una vena rock che manca alla versione originale, con la potente batteria di Alan White e l'organo Hammond di Wakeman che sostengono i velocissimi riff di Howe.
The Clap, anch'essa proveniente da The Yes Album è un assolo ragtime di chitarra di Steve Howe più volte ripreso dal chitarrista nella sua carriera. Nonostante la grande dimostrazione tecnica, il pezzo denota una certa mancanza di swing nell'esecuzione del chitarrista.
In And You and I Steve Howe riuscì a suonare una lap steel guitar e una chitarra elettrica Gibson a due manici (6 e 12 corde). In Close to the Edge, la prima lunga suite del gruppo, immagini di organismi marini si alternano a quelle del concerto. Anche qui Howe suonò due strumenti diversi dimostrando le sue grandi doti tecniche e sceniche.
Il momento solista di Rick Wakeman è uno dei più celebri momenti del film. Il talentuoso tastierista, immerso nelle sue tastiere, con i suoi lunghi capelli biondi che gli coprivano il viso e il suo mantello di paillettes che lo facevano sembrare un mago delle fiabe, propose un estratto dal suo disco The Six Wives of Henry VIII con l'intermezzo di un maestoso Hallelujah di Handel e di uno scherzoso Jingle Bells (il concerto si tenne alcuni giorni prima di Natale).
Roundabout, momento culminante delle loro esibizioni dell'epoca, risente, rispetto alla versione in studio, della mancanza della batteria sincopata di Bill Bruford. Il basso di Chris Squire, la chitarra elettrica di Howe e soprattutto l'assolo di Wakeman con l'organo Hammond resero comunque il pezzo ancor più scatenato rispetto all'originale di Fragile.
La versione di Yours Is No Disgrace, primo bis del concerto, è considerata meno efficace di quella presente nell'album dal vivo, soprattutto per la mancanza della parte corale dopo l'assolo di chitarra. Anche qui, comunque, gli Yes dimostrarono di essere cresciuti parecchio dai tempi di The Yes Album. Il pezzo aveva perso la ritmica western della versione originale e si era trasformato in modo evidente grazie anche al potente riff iniziale e alla lunga parte semi-improvvisata centrale. In grande evidenza il bassista Chris Squire (con la sua improbabile mantellina) e il chitarrista Steve Howe che mostrò, nel suo lunghissimo assolo, il suo lato più rock.
Il finale del film, come dell'album, è il coinvolgente e ipnotico crescendo di Würm con un virtuosistico intervento di Wakeman (non presente nella versione in studio di The Yes Album) e uno scatenato assolo di chitarra di Howe.

## Il video
Yessongs fu pubblicato su videocassetta VHS nel giugno 1984 e su laser disc in Giappone nell'autunno del 1988. La versione su DVD-Video uscì solo nel dicembre 1997.
Con la pubblicazione su videocassetta e laser disc (dotati di audio stereo) non fu ovviamente possibile recuperare l'effetto quadrifonico che aveva reso celebre il film negli anni settanta.
Neppure con la pubblicazione su DVD si poté riavere un effetto multicanale quadrifonico. Il DVD del 1997 fu realizzato con audio solo PCM stereo (Dolby Surround AC-3).
Da notare che il film originale proiettato nelle sale durava circa 135 minuti, ma nella versione messa in vendita su VHS e successivamente su DVD e BLU-RAY la durata era di soli 72 minuti poi portata ad 84 nella versione BD rimasterizzata per i 40 anni di pubblicazione. Al momento non risulta che esista un video con il film originale completo, si può sperare che lo possegga ancora qualche collezionista e che prima o poi sia ripubblicato nella sua versione completa originale.

## Contenuti
1. Overture
2. I've Seen All Good People
3. The Clap
4. And You and I
5. Close to the Edge
6. Excerpts from "The Six Wives of Henry VIII"
7. Roundabout
8. Yours Is No Disgrace
9. Würm (estratto di Starship Trooper)

## Formazione
- Jon Anderson - voce
- Steve Howe - chitarra, voce
- Chris Squire - basso, voce
- Rick Wakeman - tastiere
- Alan White - batteria